# Aleksandr Samarin
Aleksandr Vladímirovich Samarin (en ruso: Александр Владимирович Самарин; Moscú, 15 de junio de 1998) es un patinador artístico sobre hielo ruso. Medallista de bronce del Campeonato del Mundo Júnior de 2017, medallista de plata de la Final del Grand Prix Júnior de 2016-2017 y ganador de la plata en el Campeonato de Rusia de 2017. Medallista de bronce del Campeonato de Rusia 2019.

## Carrera
Nació en 1998 en Moscú, Rusia y comenzó a patinar en el año 2002. Lyubov Fedorchenko fue su primer entrenador. Desde el año 2006 entrena en el club de patinaje CSKA Moscow. Ganó la medalla de bronce en las pruebas del Grand Prix Júnior en Alemania y Eslovenia. En el Campeonato de Rusia se ubicó en el octavo lugar y fue asignado al Campeonato del Mundo Júnior de 2013, donde terminó en octavo lugar. En la temporada 2013-2014 fue asignado al evento del Grand Prix Júnior en Bielorrusia, donde obtuvo el cuarto lugar. En su siguiente Campeonato de Rusia en 2014 se ubicó en el lugar 13. Dejó de entrenar con Inna Goncharenko al finalizar la temporada.
En la temporada 2014-2015 comenzó a entrenar con Elena Buianova. Ganó la medalla de bronce en la prueba del Grand Prix Júnior de Francia y obtuvo la plata en la prueba de la República Checa. Debutó en nivel sénior en el Ice Challenge de 2014, de la Challenger Series de la ISU, donde ganó la medalla de plata. Finalizó en el lugar 11 en el Campeonato de Rusia y se ubicó en el lugar 11 del Campeonato del Mundo Júnior, celebrado en Estonia. En la temporada 2015-2016 de la serie del Grand Prix Júnior, participó en el evento de Eslovaquia, donde logró en cuarto lugar y ganó el oro en la prueba de Croacia. En el Campeonato de Rusia se ubicó en el octavo lugar y finalizó cuarto en el Campeonato del Mundo Júnior de 2016.
La temporada 2016-2017 del Grand Prix Júnior resultó en dos medallas de oro en las pruebas de Rusia y Estonia, calificó a la final celebrada en Marsella. En la final ganó la medalla de plata y en el Campeonato de Rusia de 2017 se llevó también la presea de plata. En el Campeonato de Europa de 2017 se ubicó en la octava posición. Tuvo su debut en la serie del Grand Prix en la categoría absoluta en las pruebas del Skate Canada de 2017, donde ganó la medalla de bronce y se ubicó en el cuarto lugar del los Internationaux de France de 2017. Ganó la medalla de plata en el Campeonato de Rusia de 2018 y compitió en el Campeonato Europeo del mismo año, finalizó en el sexto lugar.
Es parte del equipo nacional ruso para competir en el Campeonato Europeo de 2019.

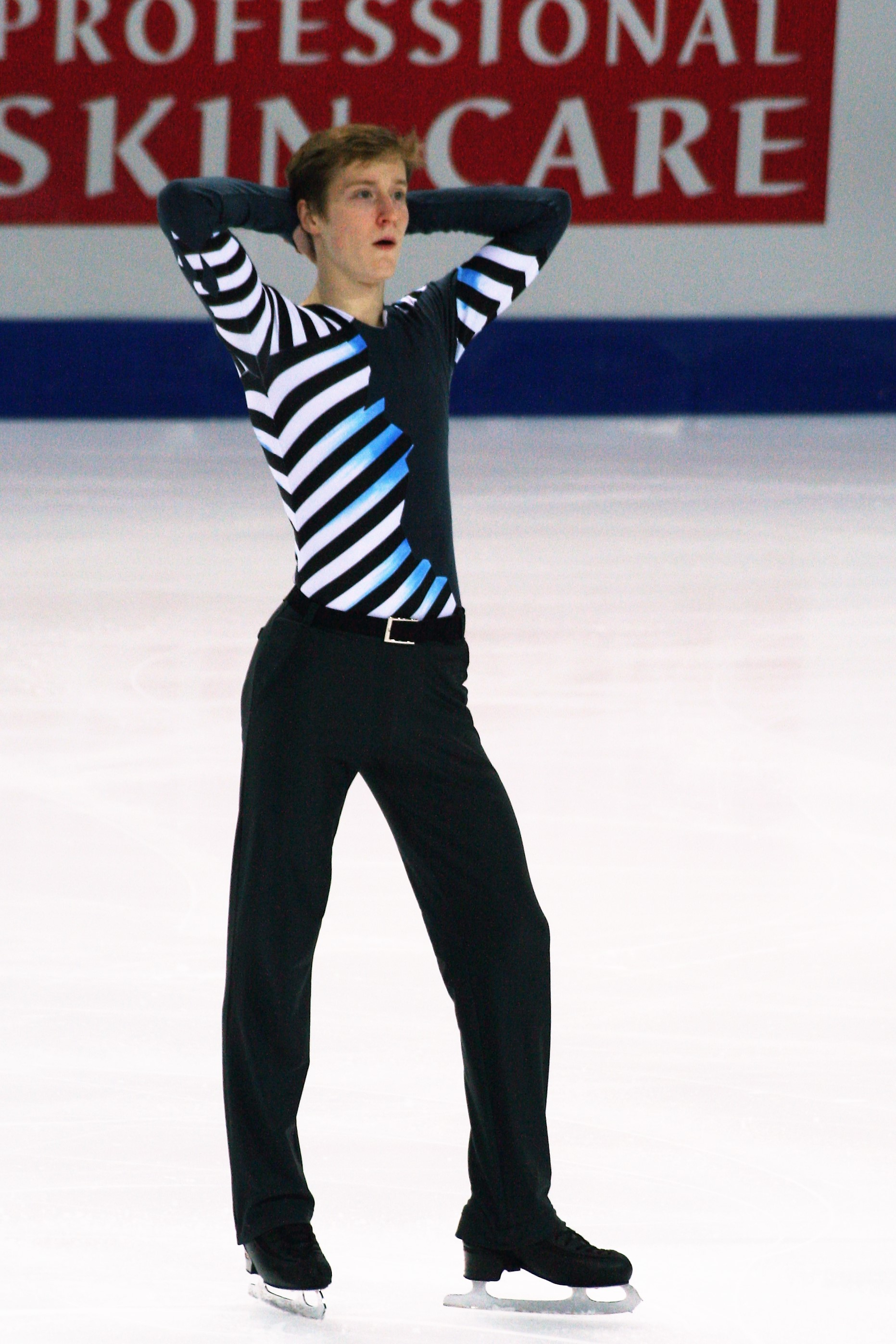
Samarin en la Final del Grand Prix Júnior de 2016-2017.

### Programas
|           | Programa corto                                                         | Programa libre                                                                    | Exhibición                         |
| --------- | ---------------------------------------------------------------------- | --------------------------------------------------------------------------------- | ---------------------------------- |
| 2018–2019 | "Cold Blood" by Dave Not Dave"                                         | "From Now On" and "The Greatest Showman" (from "The Greatest Showman" soundtrack) |                                    |
| 2017–2018 | Moonlight Sonata de Ludwig van Beethoven                               | La Naissance de Yaha de Saint-Preux The Unforgiven III de Metallica               | Come with Me Now de Kongos         |
| 2016–2017 | Come with Me Now de Kongos                                             | Maybe I, Maybe You de Scorpions                                                   |                                    |
| 2015–2016 | C'est toi de Dany Brillant                                             | Pearl Harbor de Hans Zimmer                                                       |                                    |
| 2014–2015 | Among Strangers                                                        | Music de The Beatles                                                              |                                    |
| 2013–2014 | A Mad Russian's Christmas de Piotr Ilich Chaikovski                    | The Best Latin Tango                                                              |                                    |
| 2012–2013 | Here, There and Everywhere de The Beatles Come Together de The Beatles | Admiral de Ruslan Muratov, Gleb Matveichuk                                        |                                    |
| 2011–2012 | Here, There and Everywhere de The Beatles Come Together de The Beatles | Admiral de Ruslan Muratov, Gleb Matveichuk                                        | You Are So Beautiful de Joe Cocker |
| 2010–2011 | Dance of the Knights de Serguéi Prokófiev                              | Reflection (banda sonora Mulan)                                                   |                                    |

### Resultados detallados

#### Nivel sénior
| Temporada 2019-2020         |                                   |                |                |          |
| Fecha                       | Evento                            | Programa corto | Programa libre | Total    |
| 15–17 de noviembre de 2019  | Copa Rostelecom 2019              |                |                |          |
| 1–3 de noviembre de 2019    | Internationaux de France 2019     | 2 98.48        | 3 166.62       | 2 265.10 |
| 3–5 de octubre de 2019      | Trofeo de Shanghái 2019           | 2 84.66        | 1 161.70       | 2 246.36 |
| 19–21 de septiembre de 2019 | CS Ondrej Nepela Memorial de 2019 | 3 79.56        | 5 138.89       | 4 218.45 |

- Las mejores marcas personales aparecen en negrita.

| Temporada 2018-2019         |                                                              |                |                |                       |
| Fecha                       | Evento                                                       | Programa corto | Programa libre | Total                 |
| 11–14 de abril de 2019      | Trofeo Mundial por equipos de la ISU 2019                    | 12 71.84       | 9 158.53       | 3 230.37              |
| 18–24 de marzo de 2019      | Campeonato Mundial de Patinaje Artístico sobre Hielo de 2019 | 20 78.38       | 7 167.95       | 12 246.33             |
| 21–27 de enero de 2019      | Campeonato Europeo de Patinaje Artístico sobre Hielo de 2019 | 2 91.97        | 2 177.87       | 2 269.84              |
| 19–23 de diciembre de 2018  | Campeonato de Rusia 2019                                     | 4 83.24        | 2 182.25       | 3 265.49              |
| 5–8 de diciembre de 2018    | CS Golden Spin de Zagreb 2018                                | 3 86.29        | 3 151.55       | 3 237.84              |
| 23–25 de noviembre de 2018  | Internationaux de France 2018                                | 2 90.86        | 4 156.23       | 3 247.09              |
| 26–28 de octubre de 2018    | Skate Canada International 2018                              | 4 88.06        | 4 160.72       | 4 248.78              |
| 19–22 de septiembre de 2018 | CS Trofeo Ondrej Nepela 2018                                 | 5 76.30        | 5 139.39       | 5 215.69              |
| Temporada 2017–2018         |                                                              |                |                |                       |
| Fecha                       | Evento                                                       | Programa corto | Programa libre | Total                 |
| 15–21 de enero de 2018      | Campeonato Europeo de patinaje de 2018                       | 9 74.25        | 6 155.56       | 6 229.81              |
| 21–24 de diciembre de 2017  | Campeonato de Rusia de 2018                                  | 1 103.11       | 4 155.42       | 2 258.53              |
| 24–26 de noviembre de 2017  | Trofeo de Shanghái 2017                                      | - -            | 1 175.65       | 1 175.65              |
| 17–19 de noviembre de 2017  | Internationaux de France 2017                                | 3 91.51        | 4 161.62       | 4 253.13              |
| 27–29 de octubre de 2017    | Skate Canada International 2017                              | 4 84.02        | 3 166.04       | 3 250.06              |
| 21–23 de septiembre de 2017 | Trofeo Ondrej Nepela de 2017                                 | 3 75.94        | 5 137.73       | align=center 5 213.67 |

#### Nivel júnior
- Las mejores marcas personales aparecen en negrita.

| Temporada 2018-2019         |                                     |                |                |          |
| Fecha                       | Evento                              | Programa corto | Programa libre | Total    |
| 23–25 de noviembre de 2018  | Internationaux de France 2018       | TBD            | TBD            | TBD      |
| 26–28 de octubre de 2018    | Skate Canada International 2018     | TBD            | TBD            | TBD      |
| Temporada 2017-2018         |                                     |                |                |          |
| Fecha                       | Evento                              | Programa corto | Programa libre | Total    |
| 15–21 de enero de 2018      | Campeonato Europeo de patinaje 2018 | 9 74.25        | 6 155.56       | 6 229.81 |
| 21–24 de diciembre de 2017  | Campeonato de Rusia de 2018         | 1 103.11       | 4 155.42       | 2 258.53 |
| 24–26 de noviembre de 2017  | Trofeo de Shanghái 2017             | –              | 1 175.65       | 1 175.65 |
| 17–19 de noviembre de 2017  | Internationaux de France 2017       | 3 91.51        | 4 161.62       | 4 253.13 |
| 27–29 de octubre de 2017    | Skate Canada International 2017     | 4 84.02        | 3 166.04       | 3 250.06 |
| 21–23 de septiembre de 2017 | Trofeo Ondrej Nepela 2017           | 3 75.94        | 5 137.73       | 5 213.67 |

| Temporada 2016-2017                     |                                                |        |                |                |           |
| Fecha                                   | Evento                                         | Nivel  | Programa corto | Programa libre | Total     |
| 15–19 de marzo de 2017                  | Campeonato del Mundo Júnior de 2017            | Júnior | 3 82.23        | 4 163.30       | 3 245.53  |
| 25–29 de enero de 2017                  | Campeonato Europeo de patinaje 2017            | Sénior | 9 77.26        | 7 153.61       | 8 230.87  |
| 20–26 de diciembre de 2016              | Campeonato de Rusia de 2017                    | Sénior | 2 87.41        | 3 172.33       | 2 259.74  |
| 8–11 de diciembre de 2016               | Final del Grand Prix Júnior de 2016-2017       | Júnior | 2 81.08        | 2 155.44       | 2 236.52  |
| 9–13 de noviembre de 2016               | Abierto Volvo de 2016                          | Sénior | 1 79.41        | 1 152.02       | 1 231.43  |
| 28 de septiembre – 2 de octubre de 2016 | Grand Prix Júnior de Estonia 2016-2017         | Júnior | 2 73.36        | 1 160.93       | 1 234.29  |
| 14–18 de septiembre de 2016             | Grand Prix Júnior de Rusia 2016-2017           | Júnior | 1 73.34        | 1 154.99       | 1 228.33  |
| Temporada 2015-2016                     |                                                |        |                |                |           |
| Fecha                                   | Evento                                         | Nivel  | Programa corto | Programa libre | Total     |
| 14–20 de marzo de 2016                  | Campeonato del Mundo Júnior de 2016            | Júnior | 2 80.31        | 5 141.80       | 4 222.11  |
| 19–23 de enero de 2016                  | Campeonato Júnior de Rusia de 2016             | Júnior | 2 82.97        | 2 140.53       | 2 223.50  |
| 24–27 de diciembre de 2015              | Campeonato de Rusia de 2016                    | Sénior | 8 79.73        | 8 151.04       | 8 230.77  |
| 27–29 de noviembre de 2015              | Copa de Varsovia 2015                          | Sénior | 2 76.44        | 1 148.83       | 1 225.27  |
| 15–18 de octubre de 2015                | CS Mordovian Ornament de 2015                  | Sénior | 2 78.70        | 4 143.75       | 4 222.45  |
| 7–11 de octubre de 2015                 | Grand Prix Júnior de Croacia 2015-2016         | Júnior | 2 72.96        | 1 150.88       | 1 223.84  |
| 19–23 de agosto de 2015                 | Grand Prix Júnior de Eslovaquia 2015-2016      | Júnior | 3 67.87        | 6 118.38       | 4 186.25  |
| Temporada 2014-2015                     |                                                |        |                |                |           |
| Fecha                                   | Evento                                         | Nivel  | Programa corto | Programa libre | Total     |
| 2–8 de marzo de 2015                    | Campeonato del Mundo Júnior de 2015            | Júnior | 6 70.61        | 9 131.09       | 11 201.70 |
| 4–7 de febrero de 2015                  | Campeonato Júnior de Rusia de 2015             | Júnior | 2 76.04        | 3 133.33       | 2 209.37  |
| 24–28 de diciembre de 2014              | Campeonato de Rusia de 2015                    | Sénior | 9 72.05        | 14 115.82      | 11 187.87 |
| 4–6 de diciembre de 2014                | CS Golden Spin de Zagreb 2015                  | Sénior | 8 65.88        | 8 128.09       | 8 193.97  |
| 11–16 de noviembre de 2014              | CS Ice Challenge 2014                          | Sénior | 1 69.16        | 2 127.76       | 2 196.92  |
| 3–7 de septiembre de 2014               | Grand Prix Júnior de República Checa 2014-2015 | Júnior | 2 62.42        | 1 126.27       | 2 188.69  |
| 20–24 de agosto de 2014                 | Grand Prix Júnior de Francia 2014-2015         | Júnior | 2 67.43        | 4 111.73       | 3 179.16  |
| Temporada 2013-2014                     |                                                |        |                |                |           |
| Fecha                                   | Evento                                         | Nivel  | Programa corto | Programa libre | Total     |
| 22–25 de enero de 2014                  | Campeonato Júnior de Rusia 2014                | Júnior | 7 64.79        | 4 139.54       | 4 204.33  |
| 24–27 de diciembre de 2013              | Campeonato de Rusia 2014                       | Sénior | 16 63.03       | 12 130.08      | 13 193.11 |
| 26–28 de septiembre de 2013             | Grand Prix Júnior de Bielorrusia 2013-2014     | Júnior | 6 59.40        | 4 122.14       | 4 181.54  |
| Temporada 2012-2013                     |                                                |        |                |                |           |
| Fecha                                   | Evento                                         | Nivel  | Programa corto | Programa libre | Total     |
| 25 de febrero – 3 de marzo de 2013      | Campeonato del Mundo Júnior de 2013            | Júnior | 5 63.07        | 8 123.89       | 8 186.96  |
| 1–3 de febrero de 2013                  | Campeonato Júnior de Rusia de 2013             | Júnior | 2 71.88        | 3 143.93       | 2 215.81  |
| 24–28 de diciembre de 2012              | Campeonato de Rusia de 2013                    | Sénior | 10 65.34       | 7 140.01       | 8 205.35  |
| 11–13 de octubre de 2012                | Grand Prix Júnior de Alemania 2012-2013        | Júnior | 4 59.09        | 3 120.74       | 3 179.83  |
| 27–29 de septiembre de 2012             | Grand Prix Júnior de Eslovenia 2012-2013       | Júnior | 5 60.81        | 3 122.22       | 3 183.03  |